# Michel Graulich
Michel Graulich (Orroir, Bélgica, 1944-Evere, Bélgica, 10 de febrero de 2015) fue un historiador belga que se especializó en el estudio de las culturas antiguas de América, particularmente en la de los mexicas. Uno de mayores aportes de Michel Graulich fue haber interpretado los rituales, especialmente los de las veintenas, a la luz de los mitos.
Fue licenciado en historia de la antigüedad por la Universidad de Gante en 1966, licenciado en historia del arte y arqueología por la Universidad Libre de Bruselas en 1970 y doctor en historia del arte por la misma universidad en 1979. También se desempeñó como profesor titular en el Centro interdisciplinario para el estudio de las religiones y la laicidad (CIERL) de la Universidad libre de Bruselas.
Posteriormente fue director de estudios en la Quinta sección de estudios religiosos en la EPHE (École pratique des hautes études) de La Sorbona. Igualmente participó en el comité de redacción de la revista de la Escuela Nacional de Antropología e Historia mexicana, Cuicuilco.

## El sacrificio humano
Michel Graulich es el autor de El sacrificio humano entre los aztecas, libro aparecido en lengua francesa en 2005 y que desde 2016, gracias a la traducción del FCE, se encuentra traducido al español. 
En su opinión, la América prehispánica fue uno de los lugares en que la práctica de los sacrificios humanos alcanzó su máxima expresión. Como muestra, se reproducen algunos fragmentos de su libro que inciden en los aspectos que, acaso con mayor frecuencia, surgen cuando se habla de este tema: 
“Probablemente en ninguna parte el sacrificio humano ha sido una práctica más común que en la antigua Mesoamérica, o al menos es aquí donde mejor está documentada. Los mexicas mismos se jactaban de haber sacrificado en tres o cuatro días a unos 80 400 guerreros en el año 1487 para la inauguración de su templo principal en México-Tenochtitlan”.
Con sentido similar al anterior, Graulich reproduce un testimonio de Cortés: “Todas las veces que alguna cosa quieren pedir a sus ídolos para que más aceptasen su petición, toman muchas niñas y niños y aun hombres y mujeres de mayor edad, y en presencia de aquellos ídolos los abren vivos por los pechos y les sacan el corazón y las entrañas, y queman las dichas entrañas y corazones delante de los ídolos, y ofreciéndoles en sacrificio aquel humo”
Por último, en la introducción de su libro, el autor nos habla acerca de los negacionistas del sacrificio humano. La primera es Eulalia Guzmán, quien al principio niega los sacrificios aunque “los admite más tarde por considerar, con aparente convicción, que estos obedecían a un pensamiento mucho más elevado que el de los invasores europeos”. 
La segunda, la francesa Laurette Séjourné, quien “viajó a México con su esposo marxista Victor Serge, uno de los primeros en denunciar por experiencia propia en la década de los treinta el sistema de concentración y de masacres estalinistas, ve en los sacrificios primero un instrumento político de exterminación, pero al final dice que las culturas amerindias se proponían sobre todo suprimir la agresividad y los instintos egoístas”. Peter Hassler, por su parte, “quiere demostrar que los sacrificios fueron una invención de los españoles para justificar su conquista”.

## Publicaciones

### Libros
- Mitos y rituales del México prehispánico antiguo, Bruselas,  Real Academia de Bélgica, 1987 (2da edición de 2000) (ISBN 280310170X)
- Quetzalcóatl y el espejismo de Tollan, Amberes, Instituto de Estudios de América, 1988. Disponible en formato pdf el 31/10/2011: http://www.sup-infor.com/etudes/etudes.htm.
- Mitos y ritos del México antiguo, Madrid, Istmo, 1990.
- El arte precolombino. Mesoamérica, París, Flammarion, 1992.
- El arte precolombino. Los Andes, París, Flammarion, 1992.
- Moctezuma o el ascenso y caída del Imperio azteca, París, Fayard, 1994.
- Ritos aztecas: las fiestas de las veintenas, México, Instituto Nacional Indigenista, 1999 (ISBN 9682959314)
- El sacrificio humano entre los aztecas, París, Fayard, 2005, 415 p. (ISBN 2213622345)

### Artículos
- « The Metaphor of the Day in Ancient Mexican Myth and Ritual », Current Anthropology, 22,1, 1981, p. 45-60.
- « Double Immolations in Aztec Sacrificial Ritual », History of Religions, 27, 4,1988, p. 393-404.
- « Montézuma et le souvenir de Tollan, ou la remémoration inévitable », La commémoration. Colloque du Centenaire de la section des sciences religieuses de l'École Pratique des Hautes Études, Louvain-París 1988, p.287-98.
- « Miccailhuitl: The Aztec Festivals of the Deceased », Numen, 36,1, 1989, pp. 43-71.
- « L'arbre interdit du paradis aztèque », Revue de l'Histoire des Religions, 207,1, 1990, p.31-64.
- « Sacrificial Stone of the Aztecs », The Symbolism in the Plastic and Pictorial Representations of Ancient Mexico, J. de Durand-Forest & M. Eisinger (eds.), Holos, Bonn, 1993 p. 185-201.
- « Goblet d’Alviella et l’histoire comparée des religions », Eugène Goblet d’Alviella, historien et franc-maçon. Problèmes d’histoire des religions, éd. par A. Dierkens, Ed. de l’U.L.B., Bruselas, 1995, p.61-71.
- « 'La mera verdad resiste a mi rudeza': forgeries et mensonges ans l'Historia verdadera de la Conquista de la Nueva España de Bernal Díaz del Castillo », Journal de la Société des Américanistes, 82, París, 1996, p. 63-95.
- « Jésus, Horus, Shiva et Quetzalcoatl. De quelques similitudes entre les mythes de l'Ancien et du Nouveau Monde », Académie Royale des Sciences d'Outre-Mer, Bulletin des Séances, 42, 3, 1996, p. 397-410.
- « La matanza de Cholula », Memorias de la Academia Mexicana de la Historia, t.XL, México, 1997, p. 5-27.
- « La royauté sacrée chez les Aztèques de Mexico », Revista Española de Antropología Americana, 28, 1998, p.99-117.
- « Aztec human sacrifice as expiation », History of Religions, 39,4, 2000, pp. 352-371.
- « El simbolismo del Templo Mayor de México y sus relaciones con Cacaxtla y Teotihuacan », Anales del Instituto de Investigaciones Estéticas, 79, 2001, p. 5-28.
- « Los reyes de Tollan », Revue Española de Antropología Americana, 32, Madrid, 2002, p. 87-114.
- « El sacrificio humano en Mesoamérica », Arqueología Mexicana, XI, 63, México, 2003, p. 16-21.
- « Autosacrifice in Ancient Mexico », Estudios de Cultura Nahuatl, 36, México, 2005, p. 301-329. Disponible en formato pdf : http://www.historicas.unam.mx/publicaciones/revistas/nahuatl/pdf/ecn36/738.pdf [archive].
- « Los lugares, las piedras y los altares de sacrificio », El sacrificio humano en la tradición religiosa mesoamericana, L. López Luján & G. Olivier (coords.), Instituto Nacional de Antropología e historia - Universidad Nacional Autónoma de México, México, 2010, p. 407-417. (ISBN 978-607-484-076-6)

## Homenajes
En 2010, un libro que contiene artículos de varios exalumnos y excolegas de Michel Graulich se publicó en su honor por la Escuela Práctica de Estudios Avanzados (vol.146), bajo la dirección de N. Ragot, S. Peperstraete y G . Olivier. Se tituló La búsqueda de la serpiente emplumada. Artes y religiones de la América precolombina. Homenaje a Michel Graulich.